# 15 Cygni
15 Cygni, som är stjärnans Flamsteed-beteckning, är en ensam stjärna belägen i den mellersta delen av stjärnbilden Svanen. Den har en skenbar magnitud på ca 4,90 och är svagt synlig för blotta ögat där ljusföroreningar ej förekommer. Baserat på parallax enligt Gaia Data Release 2 på ca 11,0 mas, beräknas den befinna sig på ett avstånd på ca 296 ljusår (ca 91 parsek) från solen Den rör sig närmare solen med en heliocentrisk radialhastighet av ca -24 km/s.

## Egenskaper
15 Cygni är en gul till vit jättestjärna av spektralklass G8 III. Den ingår nu i röda klumpen och befinner sig på horisontella jättegrenen och genererar energi genom termonukleär fusion av helium i dess kärna. Den har en massa som är ca 2,3 solmassor, en radie som är ca 12 solradier och utsänder ca 93 gånger mera energi än solen från dess fotosfär vid en effektiv temperatur av ca 4 900 K.